# 산악자치단체
산악자치단체(이탈리아어: Comunità montana)는 이탈리아의 공법상 자치단체이다. 1971년 12월 3일 법률 제1102호에 의하여 도입되었다. 이 자치단체의 목적은 산악지역의 개발에 있으며, 자치단체의 사무 뿐만 아니라 위임사무의 적절한 처리에 있다.